# Kapelica sv. Petra i Pavla na Hreliću
Kapelica sv. Petra i Pavla katolička je kapela koja se nalazi u zagrebačkom naselju Dugave u gradskoj četvrti Novi Zagreb - Istok. Sagrađena je 1937. godine.

## Galerija
- Prednje pročelje kapelice
- Bočno pročelje